# We Shall Overcome: The Seeger Sessions
We Shall Overcome: The Seeger Sessions, objavljen 2006., je četrnaesti studijski album Brucea Springsteena.

## Povijest
Ovo je Springsteenov prvi i zasad jedini album na kojem se ne nalazi njegov materijal nego interpretacije trinaest folk pjesama koje je napisao ili popularizirao folk glazbenik i aktivist Pete Seeger. Za potrebe albuma je angažirao skupinu manje poznatih glazbenika iz New Jerseyja i New Yorka, pridružio im Patti Scialfa, Soozie Tyrell i The Miami Hornse, koji su doprinosili i na prijašnjim albumima.
Bio je to drugi uzastopni album bez E Street Banda, ne-rock projekt. Kritike su bile vrlo povoljne: E! Online ga je nazvao njegovim "najboljim albumom još od Nebraske.
Album, kao i njegov prethodnik Devils & Dust, izdan je na DualDiscu (CD i DVD u jednom) te kao dvostruko vinilno izdanje.
Album se nalazi na CD strani, dok se na DVD strani nalazi PCM Stereo verzija albuma i kratki film o snimanju albuma. Na DVD strani se nalaze i dvije bonus pjesme.
Nakon objavljivanja albuma uslijedila je turneja Bruce Springsteen with The Seeger Sessions Band Tour.
3. listopada 2006. album je doživio reizdanje pod nazivom We Shall Overcome: The Seeger Sessions - American Land Edition s pet dodatnih pjesama (dvije bonus skladbe od prije i tri nova broja koja su predstavljena na turneji), novim videospotovima, produženim dokumentarcem i bilješkama.
Album je u veljači 2007. osvojio Grammy za najbolji tradicionalni folk album.
Prodan je u 600,000 primjeraka u Sjedinjenim Državama, zaključno sa studenim 2006.; krajem 2007., u cijelom je svijetu prodan u više od 2,319,850 primjeraka.

## Popis pjesama
| Br. | Skladba                 | Autor                         | Trajanje |
| --- | ----------------------- | ----------------------------- | -------- |
| 1.  | »Old Dan Tucker«        | Narodna                       | 2:31     |
| 2.  | »Jesse James«           | Billy Gashade                 | 3:47     |
| 3.  | »Mrs. McGrath«          | Narodna                       | 4:19     |
| 4.  | »O Mary Don't You Weep« | Narodna                       | 6:05     |
| 5.  | »John Henry«            | Narodna                       | 5:07     |
| 6.  | »Erie Canal«            | Thomas S. Allen               | 4:03     |
| 7.  | »Jacob's Ladder«        | Narodna                       | 4:28     |
| 8.  | »My Oklahoma Home«      | Bill i Agnes "Sis" Cunningham | 6:03     |
| 9.  | »Eyes on the Prize"«    | Alice Wine                    | 5:16     |
| 10. | »Shenandoah«            | Narodna                       | 4:52     |
| 11. | »Pay Me My Money Down«  | Narodna                       | 4:32     |
| 12. | »We Shall Overcome«     | Narodna                       | 4:53     |
| 13. | Bez naslova             | Narodna                       | 4:33     |

### Bonus pjesme
1. "Buffalo Gals"
2. "How Can I Keep from Singing"

### Bonus pjesme s American Land Editiona
1. "Buffalo Gals"
2. "How Can I Keep from Singing" (attr. Robert Wadsworth Lowry)
3. "How Can a Poor Man Stand Such Times and Live?" (Blind Alfred Reed, Bruce Springsteen)
4. "Bring 'Em Home" (Pete Seeger)
5. "American Land" (Bruce Springsteen)

## Popis izvođača
- Bruce Springsteen – vokali, gitara, harmonika, orgulje i perkusije
- Sam Bardfeld – violina
- Art Baron – tuba
- Frank Bruno – gitara
- Jeremy Chatzky – bas
- Mark Clifford – bendžo
- Larry Eagle – bubnjevi i perkusije
- Charles Giordano – B3 orgulje, klavir i čembalo
- Ed Manion – saksofon
- Mark Pender – truba, prateći vokali
- Richie "La Bamba" Rosenberg – trombon, prateći vokali
- Patti Scialfa – prateći vokali
- Soozie Tyrell – violina, prateći vokali

## Vanjske poveznice
- Brucebase  Arhivirana inačica izvorne stranice od 17. studenoga 2007. (Wayback Machine) – Detaljne informacije o albumu
- Springsteen Lyrics – Stihovi i detaljne informacije o svim Seeger Sessions pjesmama
- Bruce is the boss  Arhivirana inačica izvorne stranice od 10. veljače 2008. (Wayback Machine) recenzija albuma
- Esej Brucea Springsteena  Arhivirana inačica izvorne stranice od 15. listopada 2007. (Wayback Machine)
- Pjesme sa Seeger Sessionsa  Arhivirana inačica izvorne stranice od 26. svibnja 2011. (Wayback Machine)
- SpringsteenEsque: Blog  Arhivirana inačica izvorne stranice od 27. siječnja 2016. (Wayback Machine)